# WiiConnect24

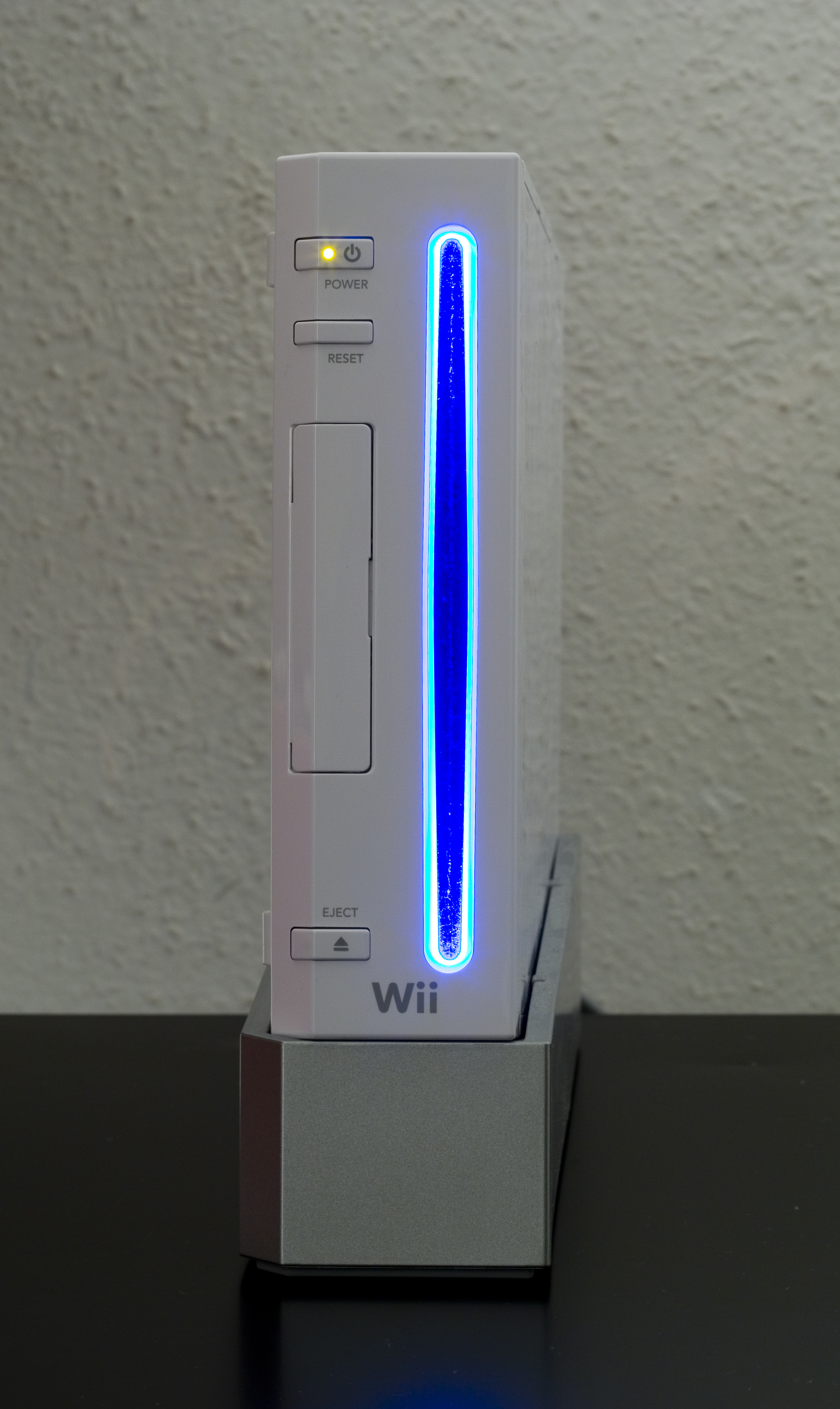
Konzole Wii v StandBy módu s aktivním WiiConnect24.

WiiConnect24 spolu s Nintendo Wi-Fi Connection byly internetové služby vytvořené společnosti Nintendo pro potřeby herní konzole Nintendo Wii. Služba byla poprvé ohlášena na výstavě E3 v roce 2006. Její hlavní předností a nejdůležitější vlastností je schopnost pracovat i ve chvíli, kdy konzole samotná je vypnuta do standby režimu.

## Použití
Služba WiiConnect24 má několik úkolů:
- Stahovat aktualizace firmware a nové kanály
- Přijímat a odesílat zprávy pomoci nástroje Message Board
- Umožňuje komunikaci mezi konzolemi Nintendo Wii a Nintendo DS, což znamená například přenos DS demoverzí z Wii, nebo v budoucnu vzájemnou komunikaci pomocí PictoChatu
- Stahování dat pro kanály – například aktuální informace o počasí pro Forecast Channel
- V ČR je funkce Wii Connect24 nedostupná

## Funkce
- "Wii nikdy nespí" - pokud je WiiConnect24 aktivní a dojde k vypnutí konzole, přepne se do standby režimu, kdy automaticky vyhledává věci potřebné ke stažení.
- Konzole přepnutá do standby režimu a připojená pomocí Wi-Fi k internetu má spotřebu zhruba 7 wattů.
- WiiConnect24 ovládá modré podsvícení okolo mechaniky, čímž dává uživateli najevo, že má novou zprávu.

WiiConnect 24 je kritizován pro svoji relativní pomalost. Například Wii Shop Channel nabíhá někdy i minutu a to i přesto, že jde o poměrně primitivní stránku. Rychlost internetu to příliš neovlivní. Nintendo už přislíbilo optimalizaci v některé z dalších verzí firmware. Dalším z problémů je občasné padání a také to, že pokud se během připojování na Shop Channel zasekne připojení, nejde konzoli nijak restartovat a pomůže až odpojení přívodu elektřiny.

## Hry
Hry mohou využívat WiiConnect24 k multiplayeru online, měly by ho podporovat tyto tituly:
- Elebits
- Animal Crossing Wii
- Battalion Wars 2
- Mario Strikers Charged
- Sonic and the Secret Rings
- Metroid Prime 3: Corruption
- Pokémon Battle Revolution
- Super Smash Bros. Brawl